# Motutere Falls
Die Motutere Falls sind ein Wasserfall bislang nicht ermittelter Fallhöhe in der Coromandel Range auf der Coromandel Peninsula in der Region Waikato auf der Nordinsel Neuseelands. Er liegt im Lauf des Motutere Stream, der wenige Kilometer hinter dem Wasserfall in nordwestlicher Fließrichtung in den Waiau River mündet.